# Chiriquí (Panama)
Pour les articles homonymes, voir Chiriquí.
Chiriquí est un corregimiento situé dans le district de David, province de Chiriquí, au Panama. En 2010, la localité comptait 462 056 habitants.